# Monbazillac
Monbazillac ist eine französische Gemeinde im Département Dordogne in der Region Nouvelle-Aquitaine. Die Gemeinde mit 819 Einwohnern (Stand 1. Januar 2022) liegt im Kanton Sud-Bergeracois, etwa zehn Kilometer südlich von Bergerac. Die Einwohner der Gemeinde werden Monbazillacois / Monbazillacoises genannt.
Eine wichtige Einnahmensquelle stellt in Monbazillac der Weinbau dar. Das Weinbaugebiet Monbazillac produziert in erster Linie Weißweine und darf seit dem 15. Mai 1936 die Bezeichnung Appellation d’Origine Contrôlée führen.
In Monbazillac wurde 1845 der Ballonpionier Joseph Crocé-Spinelli geboren.

## Bevölkerungsentwicklung
| Jahr                       | 1962 | 1968 | 1975 | 1982 | 1990 | 1999 | 2007 | 2016 |
| Einwohner                  | 907  | 846  | 789  | 831  | 902  | 899  | 957  | 849  |
| Quellen: Cassini und INSEE |      |      |      |      |      |      |      |      |

## Sehenswürdigkeiten
Das Schloss Monbazillac wurde in der 2. Hälfte des 16. Jahrhunderts im Stil der Renaissance erbaut und wurde am 20. Februar 1941 in die Liste Monument historique aufgenommen. Der rechteckige Grundriss ist an den Ecken mit Rundtürmen versehen und von einem trockenen Graben umgeben.
In der Liste des Kulturministeriums wird auch noch das Manoir de Fonvieille  geführt.